# قميص أصفر

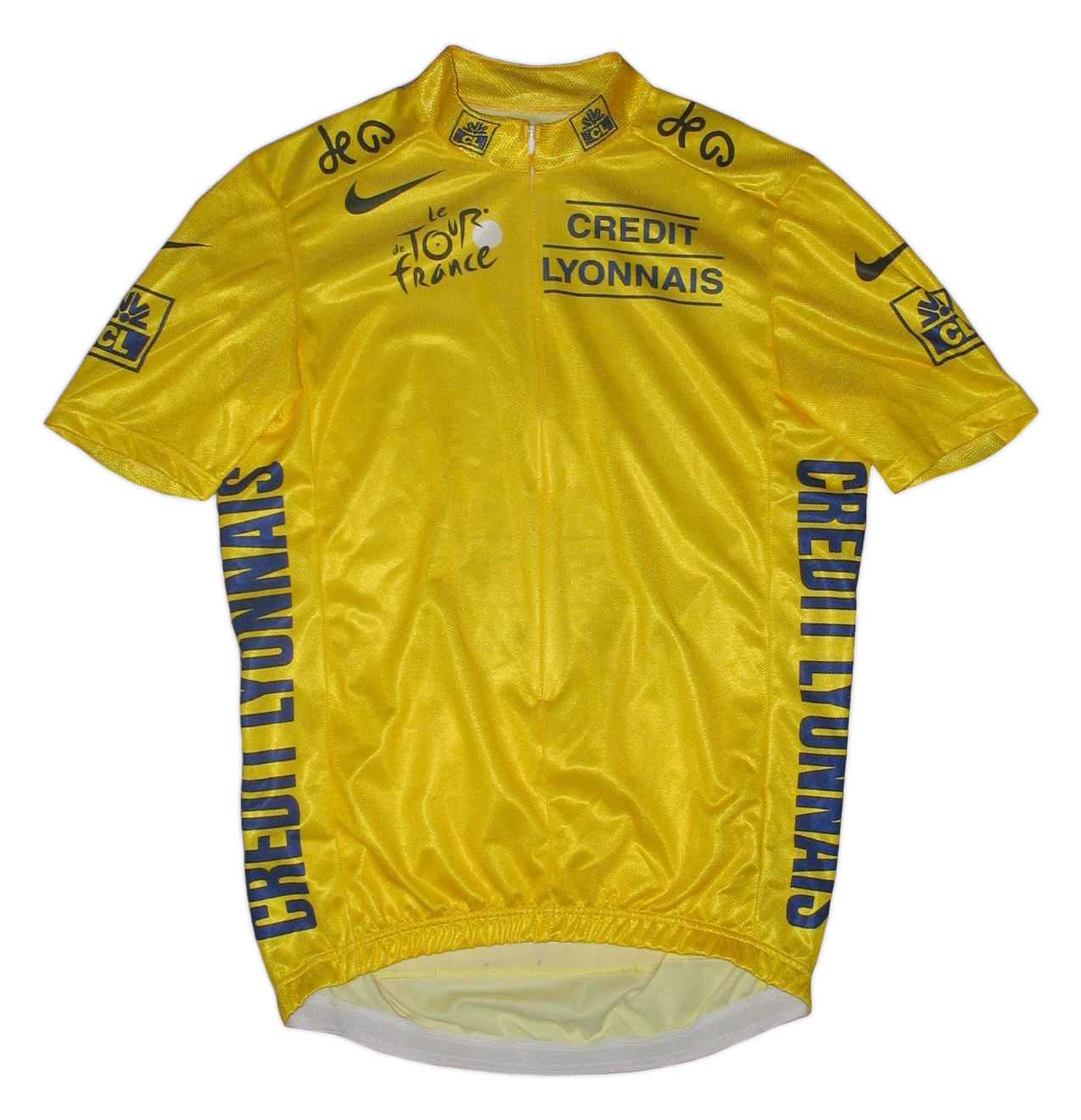
قميص أصفر تجاري

القميص الأصفر هو القميص الذي يرتديه متصدر سباق الدراجات في العديد من سباقات الدراجات متعددة المراحل.